# Sibbaldia tridentata
Sibbaldia tridentata är en rosväxtart som först beskrevs av William Aiton, och fick sitt nu gällande namn av Paule, Soják. Sibbaldia tridentata ingår i släktet dvärgfingerörter, och familjen rosväxter. Inga underarter finns listade i Catalogue of Life.

## Bildgalleri

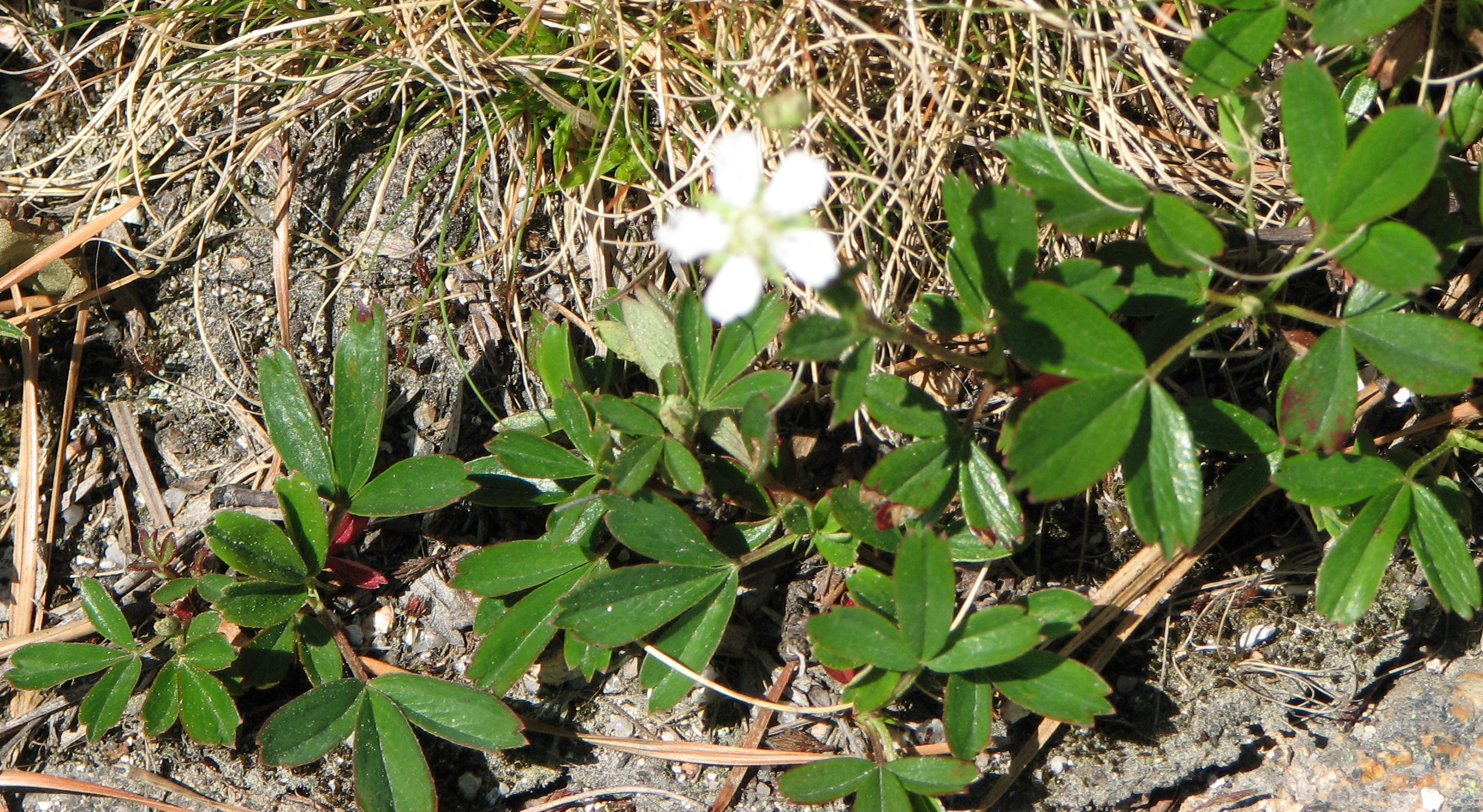